# John Batman
John Batman (Parramatta, 21 de Janeiro de 1801 - Melbourne, 6 de Maio de 1839) foi um criador de gado, empresário e explorador australiano, mais conhecido por seu papel na fundação de Melbourne.

## Vida
Nascido e criado na então colônia britânica de Nova Gales do Sul, Batman se estabeleceu na Terra de Van Diemen (atual Tasmânia) na década de 1820, onde ganhou destaque por caçar bandoleiros e como participante da Guerra Negra. Mais tarde, ele co-fundou a Port Phillip Association e liderou uma expedição que explorou a área de Port Phillip no continente australiano com o objetivo de estabelecer um novo assentamento. Em 1835, Batman negociou um tratado com os povos aborígenes locais, oferecendo-lhes ferramentas, cobertores e comida em troca de milhares de hectares de terra. O tratado resultou na fundação da Batmania, um assentamento às margens do Rio Yarra que se tornou Melbourne, eventual capital de Victoria e uma das maiores e mais importantes cidades da Austrália. Batman se mudou para lá com sua esposa, Elizabeth Callaghan, e suas sete filhas, estabelecendo-se no que é hoje conhecido como Morro do Batman. Ele morreu de sífilis pouco depois, aos 38 anos.
O Tratado de Batman era uma questão controversa em sua época, e o governo colonial de New South Wales se recusou a reconhecê-lo como legítimo. Embora sua transação proposta tenha sido exploradora, o tratado de Batman é a única tentativa de um europeu de envolver o povo aborígene australiano em um tratado ou transação, em vez de simplesmente reivindicar terras de uma vez. Continua a ser um evento de grande interesse histórico e debate.